# 沃洛亞克鄉
44°37′N 23°06′E / 44.617°N 23.100°E
沃洛亞克鄉（羅馬尼亞語：Comuna Voloiac, Mehedinți），是羅馬尼亞的鄉份，位於該國西南部，由梅赫丁茨縣負責管轄，面積32平方公里，海拔高度245米，2007年人口1,880，人口密度每平方公里59人。